# Кубок світу з біатлону 2011—2012 — етап 4
Четвертий етап  Кубка світу з біатлону 2011—2012 відбувався в Обергофі, Німеччина, з 4 до 8 січня 2012.

## Гонки
Розклад гонок наведено нижче
| Дата    | Час       | Гонка                              |
| ------- | --------- | ---------------------------------- |
| 4 січня | 18:15 CET | Жінки, естафета 4 x 6 км           |
| 5 січня | 18:20 CET | Чоловіки, естафета 4 x 7,5 км      |
| 6 січня | 18:25 CET | Жінки, спринт 7,5 км               |
| 7 січня | 14:30 CET | Чоловіки, спринт 10 км             |
| 8 січня | 13:30 CET | Жінки, мас-старт 12,5 км, 10 км    |
| 8 січня | 15:30 CET | Чоловіки, мас-старт 15 км, 12,5 км |

## Чоловіки

### Естафета
Змагання почалося в умовах сильної хуртовини, яка припинилася лише до кінця другого етапу. Проте ні снігопад, ні вітер не зломили волі росіянина Антона Шипуліна, який, враховуючи такі погодні умови, відмінно впорався зі стрільбою і уникнув штрафного кола, що дало йому змогу передати естафету з перевагою в 34,6 секунди. Другу і третю позицію на той момент зайняли Німеччина і Норвегія. На другому етапі російській команді вдалося збільшити перевагу до 46,3 секунд завдяки прекрасній стрільбі Євгена Гаранічева, який закрив мішені п'ятьма пострілами у положенні лежачи і використав два доппатрона на «стійці». Друге місце до середини гонки як і раніше впевнено утримували господарі Кубку — завдяки зусиллям Анді Бірнбахеру. На третю позицію пробилися італійці з відставанням в 1:19, в той час як норвежці поступалися їм майже хвилину. Під час третього етапу естафети снігопад трохи вщух, однак на стрільбищі продовжував дути поривчастий вітер. Тим не менш, Євген Устюгову вдалося чисто відстріляти з положення лежачи і відірватися від суперників. Однак на «стійці» фортуна покинула його: росіянину довелося двічі проходити штрафну дистанцію, що дозволило італійцям скоротити відставання до 34 секунд. Слідом за лідерами естафету передали Німеччина і Швеція.
Після останньої передачі Росія все ще лідирувала з перевагою у 43,6 секунди над Італією. Третіми після сильного виступу Фредеріка Ліндстрема йшли шведи з відставанням в 1:05,3. Однак на стрільбі у положенні лежачи Олексію Волкову довелося скористатися двома додатковими патронами, — на відміну від Лукаса Гофера, який відстрілявся ідеально і скоротив відставання до 8 секунд. Німцеві Арнд Пайфферу також вдалося закрити всі п'ять мішеней і протиснутися на третю позицію з перевагою в 10 секунд над шведами. На останній «стійці» Гофер швидко і чисто відстріляв і пішов зі стрільбища з перевагою в 3 секунди над Волковим, у той час як швед Карл Юхан Бергман закрив мішені шістьма пострілами і пішов на фінальне коло раніше Пайффера.
Таким чином чоловічу естафету в засніженому Оберхофі вдалося виграти італійцям з часом 1:30:49,1. Незважаючи на вітер та сніг, італійцям знадобилося всього п'ять додаткових патронів. Російська команда прийшла до фінішу на 6,1 секунди пізніше і витратила на стрільбі 13 доппатронів. Третє місце дісталося шведам, які чудово відстріляли (шість додаткових патронів), але поступилися лідерам 32,7 секунди.
Четверте місце з одним штрафним колом і 14 додатковими патронами посіла команда Німеччини (+1:03). Еміль Хегле Свендсен, відмінно виступив на останньому етапі, привів свою команду на п'яту позицію (в цілому норвежцям довелося тричі проходити штрафну дистанцію і скористатися тринадцятого додатковими патронами). Австрійці фінішували шостими з двома штрафними колами і 15-ма додатковими патронами (+2:39.4).

### Спринт
На відміну від вчорашнього дня, під час чоловічої гонки дув змінний вітер. З огляду на такі умови на стрільбищі і глибокий сніг на трасі, ключем до успіху сьогодні став не ідеальний результат, а вміння справлятися з навантаженням. Незважаючи на снігопад, що засипав стадіон Обергофі, Лукас Гофер зміг відстрілятися чисто і почав контролювати гонку. Євген Устюгов також закрив усі мішені, але пішов зі «стійки» на 4,4 секунди пізніше італійця. На трасі він почав надолужувати згаяний час і вирвався вперед. Потім пальма першості перейшла до Сімона Фуркада, який відстрілявся чисто і, здавалося, мав усі шанси отримати свій перший титул переможця на Кубку світу. Проте на останніх 600 метрах німець Арнд Пайффер, незважаючи на штрафне коло, зміг не тільки подолати відставання в 2,1 секунди на очах у захоплених фанатів, але й вирватися вперед Сімона Фуркад.
Отже німець Арнд Пайффер вирвав сьогодні перемогу у спринтерській гонці у Сімона Фуркада, подолавши відставання в 2,1 секунди на останніх 600 метрах і фінішувавши з часом 25:57,5 — з перевагою в 1,1 секунди над суперником. Третє місце зайняв олімпійський чемпіон у мас-старті Євген Устюгов. Росіянин показав ідеальний результат на стрільбищі, але поступився лідерові 4,8 секунди. Італієць Лукас Хофер також закрив усі мішені, проте перетнув фінішну пряму четвертим — з відставанням в 13,7 секунди. П'яте місце дісталося росіянину Андрію Маковєєву з одним штрафним колом (+22,9), шосте — норвежцю Емілю Хегле Свендсену, що допустив три промахи (+27,1).

Оцінюючи виступ наших спортсменів, хотілося б зазначити, що наша чоловіча команда довго йшла до здобуття тієї форми, яка могла б порадувати уболівальників. Сьогодні, нарешті, ми побачили контури нашої торішньої збірної, яка показувала вражаючі результати на початку минулого сезону. Більше всіх, природно, порадував Артем Прима. Необхідність реабілітуватися після невдачі в естафеті, привела чернігівця в число 20 найсильніших з одним промахом (18 місце). Зовсім небагато Артему програв Сергій Семенов,який не закрив дві мішені і показав 23 час. Сергій Седнєв і Андрій Дериземля з тією ж точністю також зуміли завоювати кубкові очки. Як і Олександр Біланенко, який традиційно блиснув стовідсотковою влучністю. Завдяки таким показникам Україна в Кубку націй змогла обійти Словенію і увійти до десятки найкращих. 
Загалом Оберхоф подарував унікальний випадок, коли в обох спринтерських гонках всі представники Україні фінішували в очковій зоні!

### Мас-старт
У плані умов змагання чоловікам пощастило більше, ніж жінкам: снігопад припинився в той самий момент, коли спортсмени вийшли на перше коло. 19 із них показали ідеальний результат під час першої стрільби, причому фаворитам змагання знадобилося на стрільбу не більше 11,3 секунди. Групу лідерів після першого вогневого рубежу очолив Сімон Фуркад. Під час другої стрільби з положення лежачи 18 біатлоністів знову закрили всі мішені, — на відміну від Свендсена і Мартена Фуркада, яким довелося піти на штрафне коло. Влучних стрільців зі стадіону «вивели» Бауер, Бірнбахер, Бейлі і Пайффер з відривом в менш ніж п'ять секунд один від одного. Після першої «стійки» ситуація, як завжди, змінилася: Бауер відстрілявся чисто і пішов на трасу секундою раніше Бірнбахер. За ними з відставанням в 19 секунд пішов Сімон Фуркад, на п'яти якому буквально наступав Шипулін, який поступився французу всього 2 секундами. На останньому вогневому рубежі удача зрадила Бауеру: він допустив цілих три промахи, у той час як Бірнбахер закрив усі мішені і пішов з перевагою в 12 секунд над Сімоном Фуркадом. Ліндстрем і Беф кинулися слідом за ним, але не змогли подолати відставання в 3 секунди.
Отже німецький біатлоніст Анді Бірнбахер виграв сьогодні в Оберхофі чоловічу гонку з масовим стартом, не допустивши жодного промаху і пройшовши дистанцію за 38:34,6 хвилини. Друге місце дісталося французу Сімону Фуркаду з одним штрафним колом (+24,3), третє — норвежцю Емілю Хегле Свендсену, що допустив три промахи (+29,6). Четверте місце зайняв словенець Яков Фак з двома штрафними колами (+33,9), який фінішував лише на одну секунду раніше шведа Фредеріка Ліндстрема, який допустив одну похибку на стрільбищі. Алексіс Беф із Франції з двома штрафними колами і відставанням в 36,7 секунди став шостим.

### Призери
| Гонка:                                                            | Золото:                                                             | Час                                           | Срібло:                                                          | Час                                                       | Бронза:                                                                | Час                                           |
| Естафета, 4х7,5 км Протокол [Архівовано 9 вересня 2012 у WebCite] | Італія Крістіан Де Лоренці Маркус Віндіш Домінік Віндіш Лукас Гофер | 1:30:49.1 (0+0) (0+1) (0+1) (0+1) (0+0) (0+1) | Росія Антон Шипулін Євген Гаранічев Євген Устюгов Олексій Волков | 1:30:55.2 (0+0) (0+2) (0+2) (0+3) (0+0) (2+3) (0+2) (0+1) | Швеція Тобіас Арвідсон Б'єрн Феррі Фредрик Ліндстрем Карл Юхан Бергман | 1:31:21.8 (0+0) (0+0) (0+0) (0+1) (0+3) (0+1) |
| Спринт 10 км Протокол [Архівовано 9 вересня 2012 у WebCite]       | Арнд Пайффер Німеччина                                              | 25:57.5 (1+0)                                 | Сімон Фуркад Франція                                             | 25:58.6 (0+0)                                             | Євген Устюгов Росія                                                    | 26:02.3 (0+0)                                 |
| Мас-старт 15 км Протокол [Архівовано 9 вересня 2012 у WebCite]    | Андреас Бірнбахер Німеччина                                         | 38:34.6 (0+0+0+0)                             | Сімон Фуркад Франція                                             | 38:58.9 (0+1+0+0)                                         | Еміль Хегле Свендсен Норвегія                                          | 39:04.2 (0+1+2+0)                             |

## Жінки

### Естафета
Умови для змагань сьогодні ввечері були досить сприятливими: помірний вітер і ясне небо (до початку гонки було вітряно і йшов легкий снігопад). Всього в естафетному змаганні взяло участь 14 команд, повболівати за які прийшло близько 19 000 вболівальників. Спочатку, завдяки сильному виступу Марі Дорен-Абер, гонку контролювали француженки. Слідом за Францією з відставанням в 28,2 і 32, 2 секунди відповідно слідували представниці Німеччини та Словаччини. Решта учасниць гонки відділяло від лідерів більше хвилини. У той час як умови на стрільбищі були хорошими, траса в Оберхофі додала неприємності багатьом спортсменкам, яким довелося пробиватися крізь м'який глибокий сніг. У результаті розкид результатів став вельми значним. На другому етапі пальму першості, незважаючи на падіння на останньому колі, перейняла німкеня Тіна Бахманн, після того як француженка Анаїс Бескон пішла на штрафне коло. На другу позицію з відставанням в 12 секунд вийшла словачка Яна Герекова, якій також не вдалося уникнути падіння. На третє місце завдяки зусиллям Світлані Слєпцовій вийшла команда Росії. На третьому етапі після стрільби лежачи команди зберегли ці позиції, однак Ольга Зайцева продовжувала скорочувати відставання. На «стійці» і Зайцевій, і німкені Сабріні Бухгольц довелося скористатися додатковими патронами, але остання пішла з вогневого рубежу на 1,3 секунди раніше росіянки. Тим не менш, естафету Зайцева передала вже з перевагою в 1,8 секунди. Поки німкеня і росіянка вели боротьбу за першість, Сіннове Солемдаль з Норвегії зуміла вивести свою команду до лідируючої групи, піднявшись з 11-ї позиції на третю.
Завершальний етап багатьом запам'ятається яскравою боротьбою росіянки Ольги Вілухіної, німкені  Магдалени Нойнер і норвежки Тури Бергер. Стрільба з положення лежачи для перших двох спортсменок склалася ідеально. Бергер скористалася додатковими патронами і закріпилася на третій позиції з відставанням в 28 секунд. Однак на «стійці» все кардинально змінилося: Нойнер через невдалу стрільби заробила чотири штрафні кола і спустилася на 4-те місце. Вілухіній, як і Бергер, довелося скористатися лише одним додатковим патроном. В результаті Росія вирвалася на першу позицію, Швеція — на другу, а Франція — на третю. Німкені фінішували четвертими з відставанням в 1:49,4 хвилини і витратили 12 додаткових патронів. П'яте місце зайняли дівчата з Білорусі з відставанням в 2:24,7 хвилини (2 штрафних кола і 16 додаткових патронів). Шістку лідерів замкнула збірна Словаччини, якій знадобилося 11 доппатронов (+3:09,6). Збірна України фінішувала на 8 сходинці.

### Спринт
Сьогодні ввечері погода нарешті проявила прихильність до стріляючих лижниць: на небі не було ні хмаринки, дув лише легкий вітерець. Єдину складність для 86 біатлоністок, які вийшли на старт, представляла зам'яка траса. У таких умовах ключем до перемоги могло стати тільки одне: ідеальний результат на стрільбищі і хороша швидкість.
Штрафні кола були рідкістю з самого початку гонки — все спортсменки виступили сьогодні на висоті. Особливої згадки заслуговує переможниця: коли Нойнер покинула стадіон, її проводжали овації 18 000 уболівальників. На підході спортсменки до вогневого рубежу натовп буквально вибухнув, але варто було Нойнер зайняти стрілецьку позицію, як на стадіоні запанувала ідеальна тиша. Улюблениця публіки з льоту закрила всі п'ять мішеней, і овації відновилися з подвоєною силою. Лідерство німкені залишалося безперечним до тих пір, поки Дарія Домрачева не повторила її результат на стрільбищі і не вирвала в неї 3,6 секунди. Пізніше, під час стрільби Нойнер із положення стоячи, картина повторилася: тиша, а потім — радість натовпу, захопленої ідеальним результатом. Напруга повисла в повітрі в момент, коли до стрілецького коридору підійшла Домрачева. Її перший постріл не влучив у ціль, пролунали окремі вигуки. Потім спортсменка закрила всі чотири мішені, проте штрафне коло вирішило результат гонки: небезпеки для улюблениці вболівальників Лєни білоруська спортсменка більше не представляла ... Спробу помірятися силами з цими двома біатлоністками зробила Ольга Зайцева. Росіянка відстріляли чисто, але пройшла трасу помітно повільніше, ніж суперниці. І хоча з «стійки» Зайцева пішла з відривом у 12 секунд від Домрачевої, їй не вдалося зберегти перевагу, і до фінішу російська спортсменка прийшла третьою.
Фінка Кайса Мякяряйнен промахнулася два рази і стала сьогодні четвертої (+54 секунди). П'яте місце зайняла німкеня Андреа Генкель, також допустила лише одну помилку на стрільбищі і поступилася своїй співвітчизниці 1:20. Всього через дві десятих секунди фінішну риску перетнула словенка Тея Грегорін, яка відстрілялася без промахів.
Для українських спортсменок результат можна вважати дуже успішним. Усі 5 спортсменок, які брали участь у спринті, потрапили в залікові очки, серед них і дебютантка — Юлія Джима. А другий привід для радості — це найкращий результат у кар'єрі в Наталі Бурдиги, з яким вона впевнено потрапляє у недільний мас-старт. У загальному заліку кубка світу Валя і Віта Семеренко зберегли свої позиції, а Олена Підгрушна піднялася на 26-у позицію. У кубку націй, завдяки хорошим результатам, ми обійшли збірну Польщі і піднялися на 6-ту позицію.

### Мас-старт
Наприкінці змагального тижня зима повернулася в Обергоф і принесла з собою снігопад, який значно ускладнив умови як на трасі, так і на стрільбищі. Вже на першому вогневому рубежі сьогоднішнього мас-старту штрафних кіл не уникнув практично ніхто з визнаних фавориток. Відстріляти чисто вдалося Віті Семеренко і Марі-Лор Брюне, що дозволило їм взяти контроль над гонкою. Під час другої стрільби Семеренко знову закрила всі мішені і пішла з вогневого рубежу з перевагою у сім секунд над Хенкель і Брюне, які також змогли продемонструвати ідеальний результат. Після «стійки» ситуація в групі лідерів змінилася: на перше місце вибилася влучна Хенкель, а слідом за нею пішла Брюне, яка також відстріляла чисто. На третє місце піднялася Марі Дорен-Абер з відставанням в 7 секунд від своєї колеги. Четверту та п'яту позицію на той момент зайняли Тура Бергер з двома штрафними колами і Магдалена Нойнер — з трьома. Від третього місця їх відділяло близько 15 секунд. На підході до останньої «стійки» як і раніше лідирувала Хенкель, однак її перевага скоротилася до 8 секунд. Друге і третє місця перейшли в руки Нойнер і Бергер. Всі три спортсменки відстріляли чисто на останньому вогневому рубежі, однак першою його покинула Бергер. Слідом за нею з відставанням в 5 секунд на трасу пішли німкені. Брюне, незважаючи на безпомилкову стрільбу, опустилася на п'яту позицію. На четверте місце з відривом в 22 секунди від француженки вийшла росіянка Ольга Зайцева. 
Першою фінішу дісталася Магдалена Нойнер, подолавши при цьому три штрафні кола і показавши результат 40:02,2. Друге місце дісталося норвежці Турі Бергер з двома промахами і відставанням в 12,5 секунди. Третє місце зайняла колега Нойнер — Андреа Хенкель, яка не закрила одну мішень і поступилася співвітчизниці 32 секунди. Четвертою до фінішу прийшла росіянка Ольга Зайцева з двома промахами (+40,3 секунди), п'ятою — шведка Гелена Екгольм з одним штрафним колом (+54,2). Шістку лідерів замкнула француженка Марі-Лор Брюне,що відстрілялася чисто, але поступилася переможниці 1:12,2 хвилини.
Досить не поганий результат вдалося показати українським дівчатам, які сьогодні вчотирьох представляли команду в числі тридцяти найкращих. Віта Семеренко, яка лідирувала протягом двох кіл дистанції, в результаті вдруге в сезоні забігла в десятку найсильніших (9-те місце) і міняється місцями з сестрою в загальному заліку Кубка світу. Сама ж Валя також провела дуже непогану гонку, фінішувавши 13-ю. Олена Підгрушна стала 22-ю, Наталія Бурдига — 25-ю.

### Призери
| Гонка:                                                           | Золото:                                                                     | Час                                                       | Срібло:                                                       | Час                                                       | Бронза:                                               | Час                                                       |
| Естафета, 4х6 км Протокол [Архівовано 9 вересня 2012 у WebCite]  | Росія Ганна Богалій-Титовець Світлана Слєпцова Ольга Зайцева Ольга Вілухіна | 1:19:32.0 (0+2) (0+2) (0+2) (0+0) (0+3) (0+3) (0+0) (0+1) | Норвегія Фанні Горн Еліс Рінген Сіннове Солемдаль Тура Бергер | 1:19:37.9 (0+0) (2+3) (0+1) (0+1) (0+2) (0+2) (0+1) (0+1) | Франція Марі Абер Анаїс Бескон Марін Болльє Софі Буаї | 1:20:38.4 (0+1) (0+0) (1+3) (1+3) (0+1) (0+2) (0+0) (0+2) |
| Спринт 7,5 км Протокол                                           | Магдалена Нойнер Німеччина                                                  | 22:27.6 (0+0)                                             | Дарія Домрачова Білорусь                                      | 23:04.9 (0+1)                                             | Ольга Зайцева Росія                                   | 23:11.0 (0+0)                                             |
| Мас-старт 12,5 км Протокол [Архівовано 9 вересня 2012 у WebCite] | Магдалена Нойнер Німеччина                                                  | 40:02.2 (1+1+1+0)                                         | Тура Бергер Норвегія                                          | 40:14.7 (1+0+1+0)                                         | Андреа Хенкель Німеччина                              | 40:34.2 (1+0+0+0)                                         |

## Досягнення
Найкращий виступ за кар'єру
| - Юрій Лядов (BLR), 30 місце в спринті - Міланко Петрович (SRB), 61 місце в спринті - Вілле Сімола (FIN), 63 місце в спринті - Штефан Гаврила (ROU), 76 місце в спринті | - Настасія Дуборєзова (BLR), 7 місце в спринті - Наталія Бурдига (UKR), 8 місце в спринті - Діана Расімовічюте (LTU), 9 місце в спринті - Марін Болльє (FRA), 16 місце в спринті - Лор Сульє (AND), 26 місце в спринті - Інгела Андерссон (SWE), 58 місце в спринті - Кім Сора (KOR), 74 місце в спринті |

Перша гонка в Кубку світу
| - Сімон Кочевар (SLO), 80 місце в спринті - Артурс Колесніковс (LAT), 91 місце в спринті | - Юлія Джима (UKR), 34 місце в спринті - Ірене Кадурич (SUI), 69 місце в спринті - Евамарі Оксанен (FIN), 79 місце в спринті - Накадзіма Юкі (JPN), 81 місце в спринті - Міка Торі (JPN), 84 місце в спринті |